# Marc De Wilde
Marc De Wilde (Wetteren, 12 oktober 1955) is een Belgisch voormalig syndicalist.

## Levensloop
De Wilde werd in 1995 benoemd tot algemeen secretaris van ACV-Metaal Vlaanderen. In 2001 werd hij ondervoorzitter en vier jaar later voorzitter van het Vlaams Regionaal Comité van het ACV.
In juli 2007 volgde hij Tony Janssen op als voorzitter van het ACV-Metaal. Onder zijn bestuur fuseerde ACV-Metaal en ACV-Textura in december 2009 tot ACV-Metea. Op 1 januari 2018 werd hij als voorzitter van deze vakcentrale opgevolgd door William Van Erdeghem.